# Boris Smirnov
Pour les articles homonymes, voir Smirnov.
Boris Alexandrovitch Smirnov (en russe : Борис Александрович Смирнов), né le 26 octobre 1908 à Saint-Pétersbourg dans l'Empire russe et mort le 19 décembre 1982 à Moscou (Union soviétique), est un acteur russe.

## Filmographie partielle
- 1949 : La Bataille de Stalingrad (Сталинградская битва) de Vladimir Petrov
- 1952 : Le Compositeur Glinka (Композитор Глинка) de Grigori Alexandrov
- 1954 : Anne au cou (Анна на шее) de Isidore Annenski
- 1957 : Le Communiste (Коммунист) de Youli Raizman : Lénine
- 1960 : Résurrection (Воскресение) de Mikhaïl Schweitzer
- 1967 : Guerre et Paix (Война и мир) de Sergueï Bondartchouk

## Récompenses et nominations

### Récompenses
- 1963 : Artiste du peuple de l'URSS